# Pararge kingana
Pararge kingana är en fjärilsart som beskrevs av Matsumura 1939. Pararge kingana ingår i släktet Pararge och familjen praktfjärilar. Inga underarter finns listade i Catalogue of Life.